# Lamotrek
Lamotrek o el Atolón Lamotrek (en inglés: Lamotrek Atoll) es un atolón de coral de tres islas en las Islas Carolinas centrales en el Océano Pacífico, que forma un distrito legislativo en el estado de Yap en los Estados Federados de Micronesia. Sorol se encuentra aproximadamente a 11 kilómetros (6,8 millas) al este de Élato. La población de Lamotrek fue de 373 personas en el año 2000.
- Entre los islotes individuales se encuentran los siguientes:
  - Falaite (noroeste)
  - Pugue (noreste)
  - Lamotrek (sureste)